# Луїсвілл (аеропорт, Кентуккі)
Луїсвільський міжнародний аеропорт (IATA: SDF, ICAO: KSDF, FAA ідент. місц.: SDF) - це цивільно-військовий аеропорт у місті Луїсвілл в окрузі Джефферсон (штат Кентуккі, США). Аеропорт  має три злітно-посадкові смуги. Його код аеропорту IATA, SDF, заснований на колишній назві аеропорту Standiford Field. У ньому немає регулярних міжнародних пасажирських рейсів, але це аеропорт в’їзду, оскільки він обслуговує численні міжнародні вантажні рейси через всесвітній повітряний вузол United Parcel Service через свою авіакомпанію, яку часто називають UPS Worldport.